# Мтерчвеули
Мтерчвеули (груз. მტერჩვეული) — село в Грузии, на территории Самтредского муниципалитета края (мхаре) Имеретия.

## География
Село находится в западной части Грузии, на правом берегу реки Хевисцкали, на расстоянии приблизительно 10 километров (по прямой) к юго-юго-востоку от города Самтредиа, административного центра муниципалитета. Абсолютная высота — 239 метров над уровнем моря.

## Население
По результатам официальной переписи населения 2014 года, в Мтерчвеули проживало 72 человека (36 мужчин и 36 женщин). В национальной структуре населения грузины составляли 100 %.
| Год  | Население, человек |
| ---- | ------------------ |
| 2002 | 150                |
| 2014 | ↘ 72               |